# النقل في الصومال
تشمل شبكات ووسائل النقل في جمهورية الصومال الطرق السريعة والمطارات والموانئ، بالإضافة إلى مختلف أشكال النقل العام والخاص بالسيارات والنقل البحري والجوي.

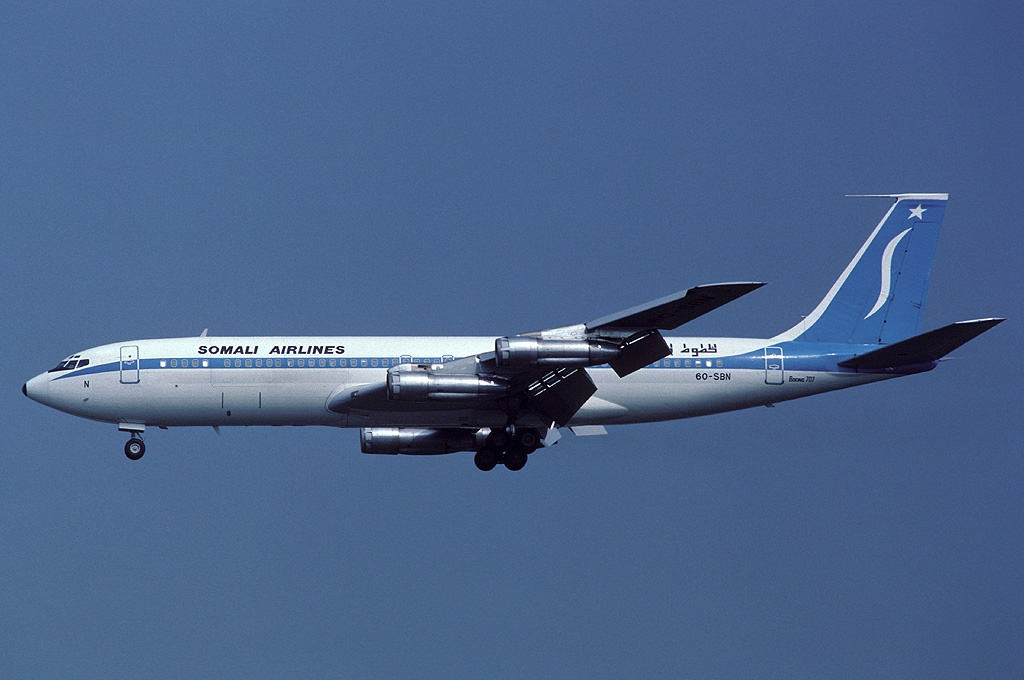
طائرة الخطوط الجوية الصومالية بوينج 707-338 سي في رحلة (1984). أعيد إطلاق شركة النقل الوطنية التي تتخذ من مقديشو مقراً لها في أواخر عام 2013.

## الطرق
يصل طول شبكة الطرق في الصومال إلى 21830 كم، ومنذ عام 2010 فإن 2757 كم (12٪) من الشوارع في البلاد معبدة، في حين أن 844 كم (3.9٪) ممهدة بالحصى والرمال، و 18229 كم (83.5 ٪) غير معبدة، 2،559 كم منها طرق رئيسية، و 4850 كم طرق ثانوية، و 14.421كم طرق ريفية أو فرعية. في مايو 2015 تم تسجيل أكثر من 70000 مركبة لدى وزارة الأشغال والنقل في ولاية بونتلاند شمال شرق الصومال.

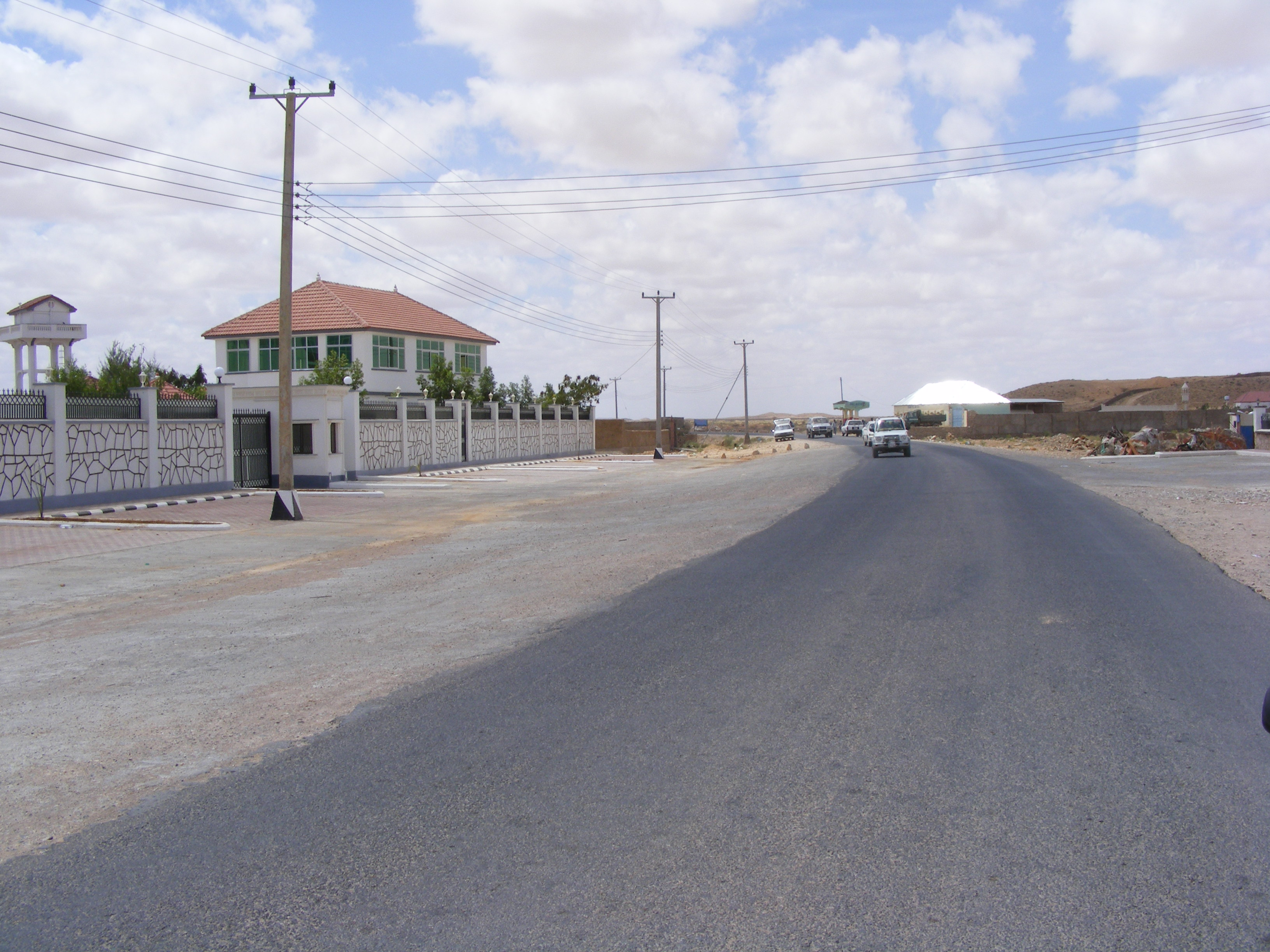
طريق معبد في أحد أحياء مدينة جروي العاصمة الإدارية لولاية بونتلاند.

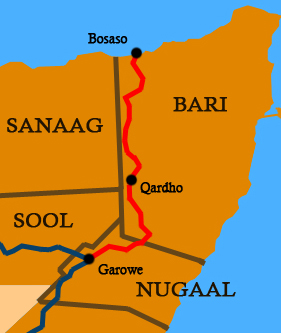
الطريق الرئيسي الذي يربط مدن ولاية بونتلاند ببعضها وبباقي أنحاء البلاد

يصل طول الطريق السريع الذي يربط المدن الرئيسية في شمال شرق البلاد مثل بوصاصو وجروي وجالكعيو بباقي أنحاء البلاد إلى 750 كم. في عام 2012 أكملت هيئة الطرق السريعة في بونتلاند (PHA) أعمال ترميم الطريق الذي يعتبر الشريان الذي يربط جروي بجالكعيو. في يونيو عام 2012 شرعت هيئة الطرق كذلك في مشروع ترميم وإصلاح الطريق السريع الذي يربط بوصاصو بجروي. مرورا بمدينة قرطو . كما يجري العمل على إنشاء طرق جديدة تربط المدن الساحلية في المنطقة بالطريق الرئيسي.
في سبتمبر 2013 وقّعت الحكومة الفيدرالية الصومالية اتفاقية تعاون رسمية مع نظيرتها الصينية في مقديشو كجزء من خطة إنعاش وطنية تستمر لخمس سنوات، تقوم فيها قيام السلطات الصينية بترميم العديد من معالم البنية التحتية الرئيسية في العاصمة الصومالية ومناطق أخرى في البلاد وكذلك الطريق الذي يربط مدينة جالكعيو بمدينة برعو شمال غرب البلاد أو ما يُعرف بصوماليلاند.
في يونيو 2014 افتتحت حكومة بونتلاند 5.9 كم من الطرق المعبدة في العاصمة الإدارية جروي، كما افتتحت مشروع توسيع ميناء بوصاصو بالتعاون مع الأمم المتحدة، وتخطط حكومة بونتلاند لاستثمار ما لا يقل عن 23 مليون يورو من شركاء دوليين في مبادرات مماثلة لتطوير البنية التحتية للطرق.
في أكتوبر 2014 بدأت هيئة الطرق السريعة في بونتلاند بناء طريق سريع جديد يربط القصر الرئاسي في جروي بباقي العاصمة الإدارية، بتمويل من قبل حكومة بونتلاند. وفقًا لرئيس هيئة الطرق السريعة في بونتلاند محمود عبد النور آدم فإن الطريق الجديد يهدف إلى تسهيل النقل المحلي وحركة المرور، كما أشار وزير الأشغال العامة في بونتلاند محمد حرسي إلى أن سلطات بونتلاند تخطط لبناء وإصلاح طرق أخرى تربط المدينة بالمراكز الحضرية الإقليمية. في ديسمبر 2014 وضع رئيس بلدية جالكعيو يعقوب محمد عبد الله حجر الأساس لطريق معبد جديد في غرب جالكعيو، بتمويل من حكومة بونتلاند كما اعتزمت الحكومة حينها رصف طرق أخرى في المنطقة بحلول عام 2015. كما رصفت طرقا أخرى منها طريق دُردُر بجالكعيو في فبراير 2015.
في نوفمبر 2014 توصلت وزارة الداخلية وشؤون الفيدرالية في الحكومة الفدرالية إلى اتفاق مع حكومة قطر للمساعدة في ترميم طرق وتعبيد أخرى جديدة، كما أعلن وزير الداخلية عبد الله جودح بري في مؤتمر صحفي.

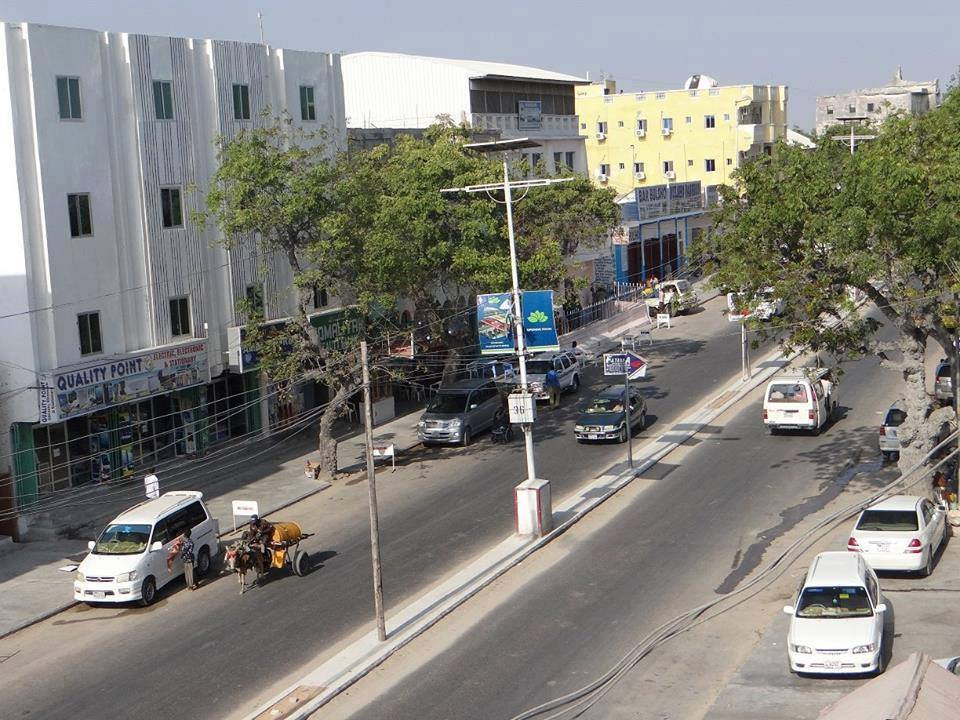
طرق ومباني مشيدة حديثاً في العاصمة الصومالية مقديشو.

في يناير 2015 أطلقت إدارة جوبا المؤقتة حملة تجديد وترميم لنظام النقل في كيسمايو، كجزء من حملة واسعة شملت مشاريع فتح شوارع وتنظيف طرق، وإزالة المباني غير القانونية، ومواصلة تطوير شبكة الطرق البلدية.
في مارس 2015 أطلق رئيس ولاية بونتلاند عبد الولي محمد علي غاس بالتعاون مع سفيرة الاتحاد الأوروبي في الصومال ميشيل سيرفون دورسو والسفير الألماني في الصومال أندرياس بيشك مشروع صيانة الطرق المستدامة، كجزء من اتفاق مع المجتمع الدولي، بتكلفة وصلت إلى 17.75مليون يورو، 3 ملايين يورو منها مقدمة من الاتحاد الأوروبي و الجمعية الألمانية للتعاون الدولي (GIZ)، ويهدف المشروع إلى ترميم الطريق السريع الذي يربط مدينة جالكعيو بجروي، و تمويل مشروع ترميم الأجزاء المتضررة بشدة من الطريق بجانب إنشاء سدود للتحكم في الفيضانات والتقليل من الأضرار الناجمة عنها، وتضمنت المبادرة برنامج صيانة سنوية تتم بشكل دوري، وترميم الجسور بعد الفيضانات، وتصريف المجاري والقنوات، وملئ الحفر، بالإضافة إلى ذلك، يقدم المجتمع الدولي دعمًا سياسيًا لوزارة الأشغال العامة في ولاية بونتلاند وهيئة الطرق السريعة في بونتلاند كما وفرت دورات تدريبية للمقاولين أثناء العمل لتحسين مهاراتهم.

## النقل الجوي

### المطارات

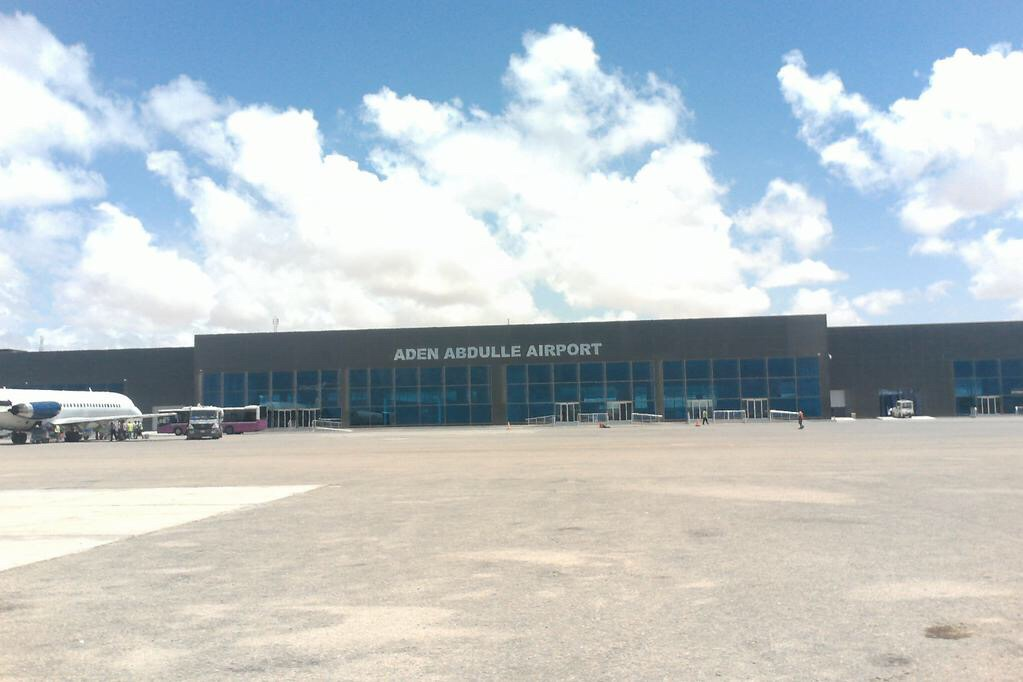
مطار آدم عبد الله الدولي في العاصمة الصومالية مقديشو

هيئة الطيران المدني الصومالية (SOMCAA) هي هيئة الطيران المدني الوطنية الصومالية، ويقع مقرها في مطار آدم عبد الله الدولي في العاصمة الصومالية مقديشو، وهي تابعة لوزارة النقل الجوي والبري في الحكومة الفيدرالية.
في عام 2012 حددت الوزارة مع اللجنة التوجيهية للطيران المدني الصومالي مدة ثلاث سنوات لإعادة بناء الطيران المدني الوطني بشكل رسمي. بعد فترة أدارت فيها الهيئة المؤقتة للطيران المدني في الصومال (CACAS) النقل الجوي، في ديسمبر 2014 تمكنت هيئة الطيران المدني الصومالية SCAMA بالتعاون مع منظمة الطيران المدني الدولي من نقل مقر مراقبة المجال الجوي الصومالي إلى مركز إدارة الفضاء الجوي الجديد في العاصمة مقديشو.
منذ عام 2012 يوجد في الصومال 61 مطارًا وفقًا لملف حقائق وكالة المخابرات المركزية. 7 من هذه المطارات توجد فيها مدارج معبدة. من بينها أربعة مدارج يزيد ارتفاعها عن 3047 مترًا؛ اثنان بين 2438 م و 3.047 م؛ وطول مدرج يتراوح بين 1524 و 2437 مترا.

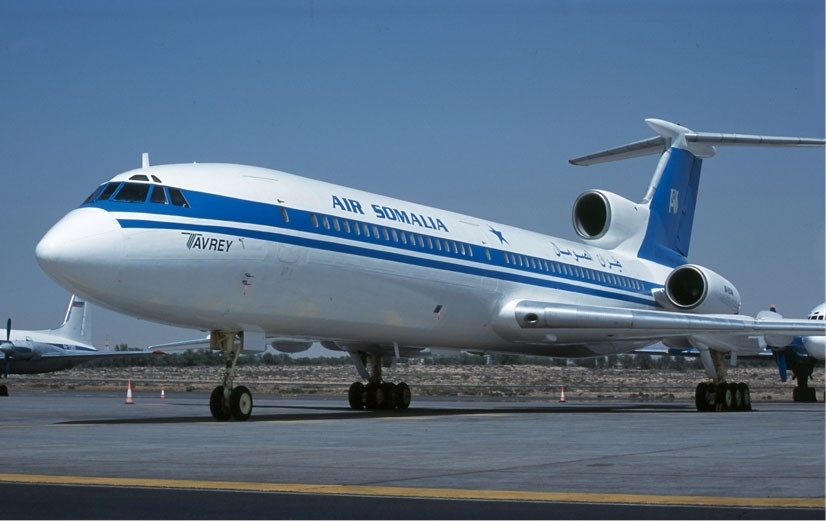
طائرة صومالية تابعة لطيران الصومال في الشارقة، الإمارات العربية المتحدة.

يوجد في الصومال 55 مطارًا بها مدراج هبوط غير ممهدة، واحد فقط من هذه المدارج يزيد ارتفاعه عن 3047 مترًا؛ وأربعة منها يتراوح طولها بين 2438 و 3047 م؛ وعشرين منها يتراوح طولها بين 1،524 م إلى 2،437 م؛ وأربعة وعشرون بين 914 م إلى 1523 م؛ وستة تحت 914 م.
ومن ضمن المطارات الرئيسية في البلاد مطار آدم عدي الدولي في العاصمة الصومالية مقديشو، ومطار هرجيسا الدولي، ومطار كيسمايو، ومطار بوصاصو الدولي، ومطار بربرة، ومطار جروي الدولي.

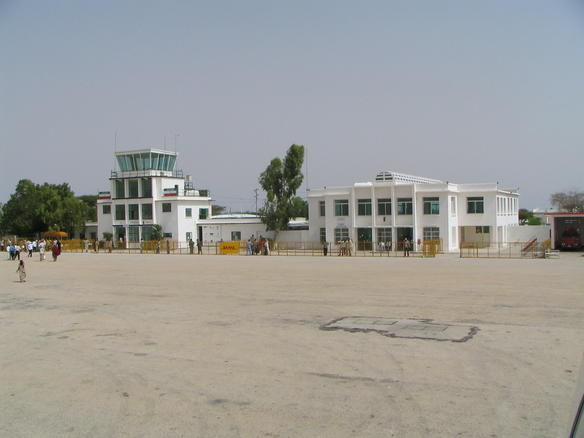
مطار هرجيسا الدولي في عاصمة صوماليلاند هرجيسا.

في سبتمبر 2013 بدأت الشركة التركية Favouri LLC أعمال ترميم مطار آدم عبد الله الدولي في العاصمة الصومالية مقديشو، وأعلنت الشركة عن خططها لتترميم المبنى الرئيسي وبناء مبنى جديد، بالإضافة إلى تحديث هياكل الخدمات الحديثة الأخرى، بقيمة 10 ملايين دولار، وبهذه التوسعة تزيد سعة المطار من 15 طائرة إلى 60. وبحسب شركة فافوري فإنه كان هناك 439،879 رحلة طيران محلية ودولية في المطار في عام 2014 بزيادة قدرها 319،925 رحلة عن العام السابق. في أبريل 2014 بدأ بناء أكاديمية وطنية جديدة للتدريب على الطيران في مطار آدم عبد الله الدولي. وتهدف المؤسسة الجديدة إلى تعزيز قدرة العاملين في مجال الطيران في مطارات الصومال ، وتركيز التدريب داخل البلاد.
وأعلن وزير النقل الجوي والطيران المدني سعيد جامع عن محطة حديثة يتم بناؤها في نفس الوقت في المطار، بتمويل من شركة فافوري التركية. بهدف تحسين وظائف وأعمال المطار، وأضاف أن وزارته ستعمل على إنشاء مطارات أخرى في ضواحي العاصمة. بهدف تقليل الازدحام في مطار آدم عبد الله الدولي ، والذي ستنحصر أعماله على خدمة الطائرات الكبيرة.

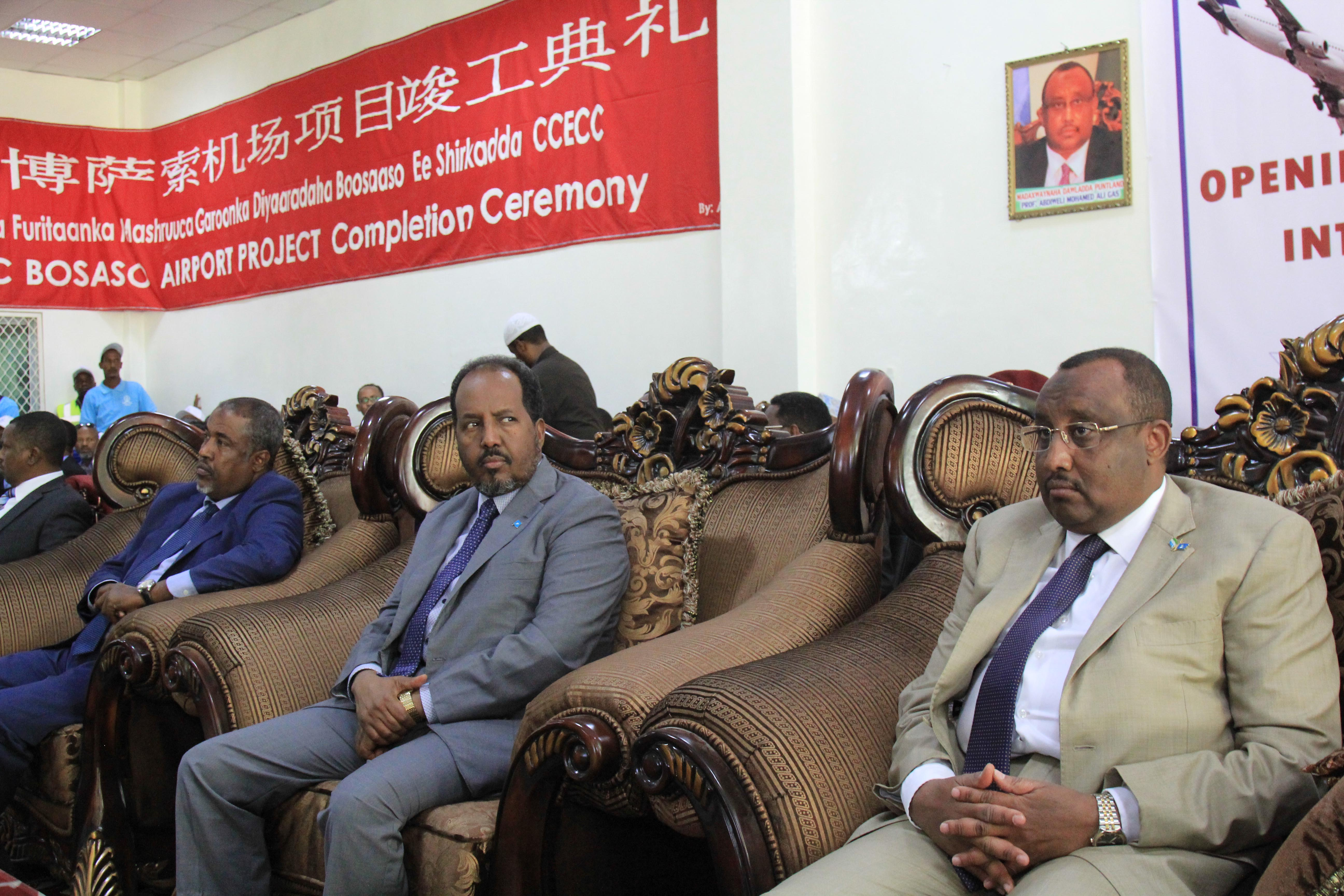
رئيس ولاية بونتلاند عبد الولي محمد علي غاس (من اليمين) مع الرئيس الصومالي حسن شيخ محمود خلال افتتاح المطار بعد أعمال الترميم

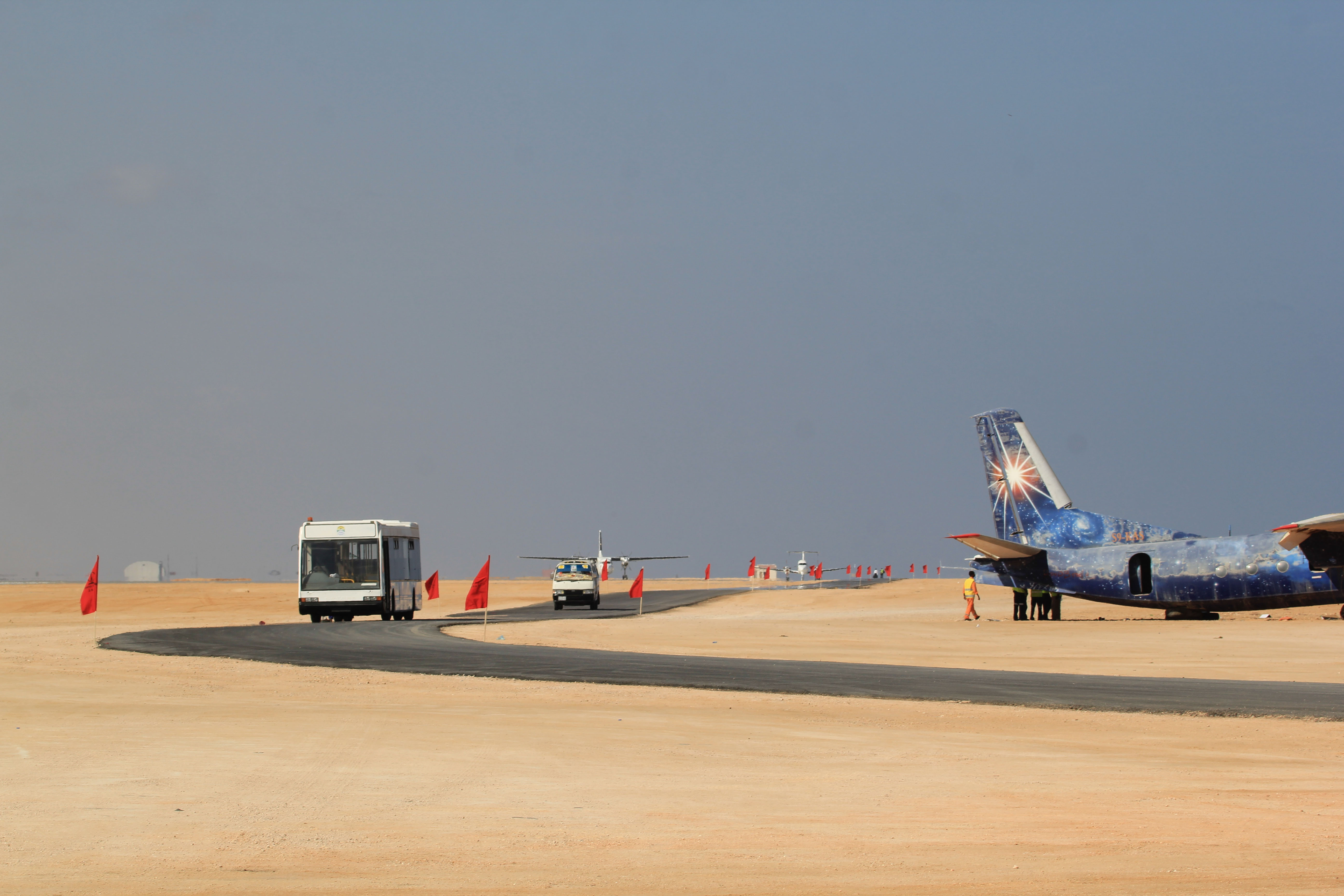
مطار بوصاصو بعد أعمال ترميم في عام 2016

في ديسمبر 2014 وُضع حجر الأساس لمدرج جديد في مطار بوصاصو الدولي، تقوم على إنشاءه شركة الإنشاءات الهندسية الصينية بتعبيد المدرج الترابي والزاية في عرضه من 1.8 كم إلى 2.65 كم. وافتتح الرئيس الصومالي حسن شيخ محمود ورئيس ولاية بونتلاند عبد الولي محمد علي غاس المطار بعد استكمال مشاريع الترميم في 9 يناير 2016

### الخطوط الجوية

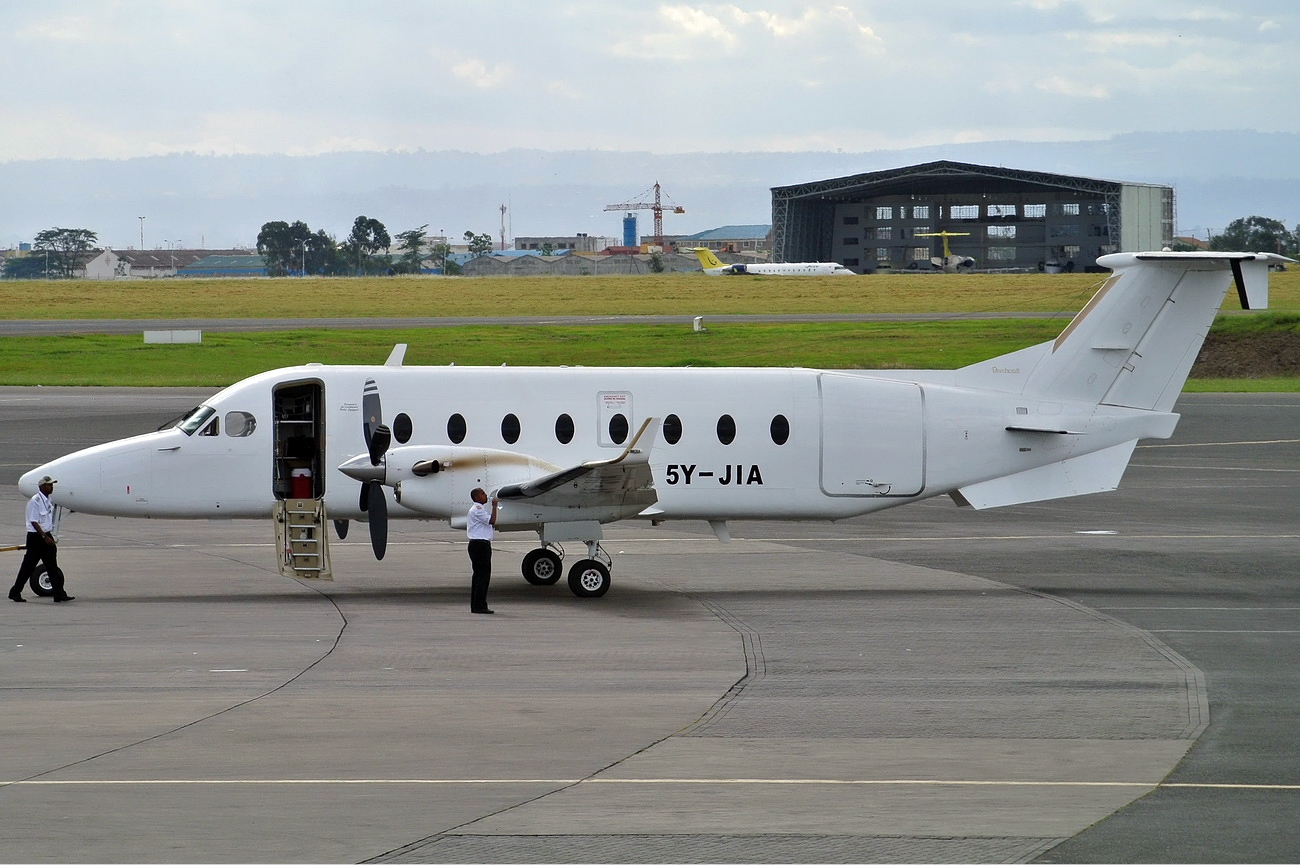
طائرة بيتشكرافت 1900 الخاصة التي تملكها الحكومة الصومالية.

كانت الخطوط الجوية الصومالية هي الناقل الوطني الرسمي في الصومال. أنشئت في عام 1964، وقدمت رحلات إلى وجهات محلية ودولية. بسبب اندلاع الحرب الأهلية في أوائل التسعينيات، تم تعليق جميع عمليات الناقل رسميًا في عام 1991. بدأت الحكومة الصومالية الانتقالية الاستعدادات في عام 2012 لإعادة إطلاق الخطوط الجوية الصومالية.
وفقًا لغرفة التجارة والصناعة الصومالية فإن غياب الخطوط الجوية الصومالية أفسح المجال للعديد من شركات الطيران الخاصة المملوكة للصوماليين أن تملأ الفراغ، وتُقدم أكثر من ست من شركات الطيران الخاصة هذه رحلات تجارية محلية ودولية ومن ضمنه هذه الشركات خطوط طيران دالو وخطوط جوبا الجوية وخطوط أفريكان إكسبريس وشرق إفريقيا 540 وسنترال إير وهاجارا.
بالإضافة إلى ذلك تملك الحكومة الفيدرالية العديد من الطائرات الخاصة.

## النقل البحري

### الموانئ

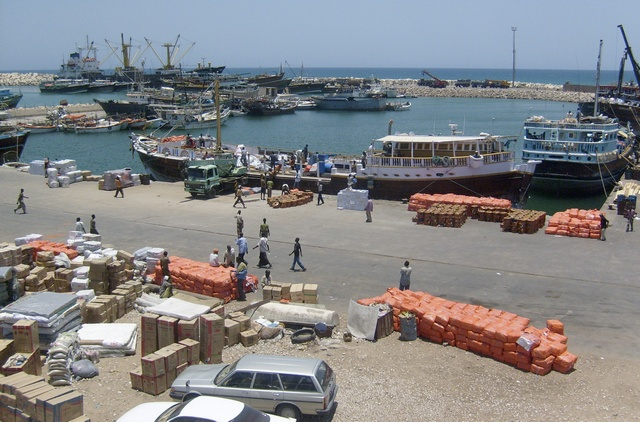
ميناء بوصاصو.

تمتلك الصومال أطول خط ساحلي على البر الرئيسي لأفريقيا،  تمتلك الصومال عددًا من مرافق النقل البحري في جميع أنحاء البلاد، في المجموع هناك أكثر من 15 ميناءًا بحريًا، وتوجد الموانئ الرئيسية في مقديشو وبوصاصو وبربرة وكيسمايو، وجرعد ويوجد أيضًا ميناءان للمراكب الصغيرة في لاسقوري و مركا، بالإضافة إلى ذلك تمتلك كل من علولا وميط ولغهيا وإيل وقندلة وحافون وهوبيو وإلمان موانئ أصغر.
في 2022 افتُتح أول ميناء بني في الصومال بعد الحرب الأهلية بمساهمة من رجال الأعمال المحليين في ولاية بونتلاند
في أكتوبر 2013 صادق مجلس الوزراء الفيدرالي على اتفاقية مع شركة البيرق التركية لإدارة ميناء مقديشو لمدة 20 عامًا، وبحسب ديوان رئيس الوزراء، فإن الاتفاقية وقعتها وزارة الموانئ والأشغال العامة، كما أسندت إلى البيرق مسؤولية تطوير وترميم الميناء. في أبريل 2014 أرجأ البرلمان الاتحادي الموافقة على الاتفاقية بانتظار الموافقة على مشروع قانون جديد للاستثمار الأجنبي، كما طالب النواب بعرض الاتفاقية على المجلس التشريعي لمناقشتها والتأكد من مراعاة مصالح عمال الميناء. في سبتمبر 2014 فوضت الحكومة الاتحادية رسمياً إدارة ميناء مقديشو إلى شركة البيرق التركية.

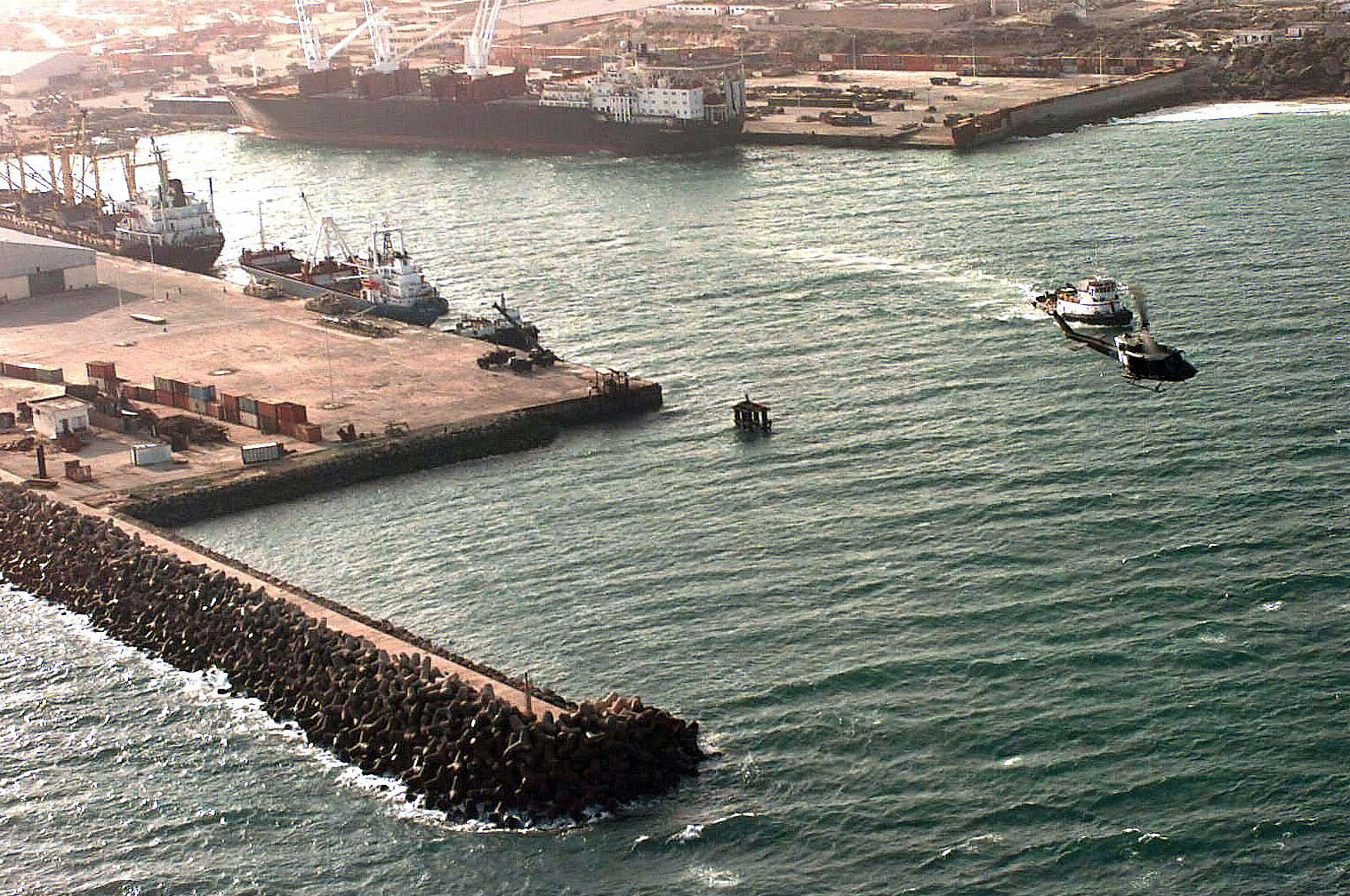
ميناء مقديشو.

وبحسب البيرق سيتم إعادة استثمار غالبية حصتها من إيراداتها في الميناء البحري من خلال التجارة الإضافية القائمة على الموانئ والأرصفة الجديدة ومواد البناء والآلات، وتخطط الشركة أيضًا لتركيب جدار بيئي ونظام كاميرات ذات دائرة مغلقة وفقًا لبروتوكولات الأمن الدولية، وإقامة مبنى حديث لإدارة الموانئ، وتنظيف قنوات دخول السفن عبر المراقبة تحت الماء. وانتهت الشركة من المرحلة الأولى من الترميم في سبتمبر 2014 لتبدأ المرحلة الثانية.
أُنشئ ميناء بوصاصو في منتصف الثمانينيات من قبل إدارة الرئيس الصومالي سياد بري لتصدير شحنات الماشية سنويا إلى الشرق الأوسط. في يناير 2012 أُطلق مشروع ترميم للميناء، وشهدت المرحلة الأولى من المبادرة تنظيف المواد غير المرغوب فيها من حوض بناء السفن وتم الانتهاء منها في غضون شهر. تتضمن المرحلة الثانية تعميق حوض السفن بهدف استيعاب السفن الأكبر حجمًا.
بدأت منظمة أديسو وهي منظمة أسستها عالمة البيئة الصومالية فاطمة جبريل مشروعًا لإعادة تطوير ميناء لاسقوري وتبنت شركة ماخر للموارد المشروع، في عام 2012 توسطت شركة ماخر في اتفاقية مع شركة استثمار يونانية لتطوير الميناء التجاري. وتم تجنيد فريق من المهندسين في وقت لاحق من قبل سلطات بونتلاند لتقييم أعمال الترميم الجارية في الميناء. ووفقًا لوزير الموانئ سعيد محمد راجي تعتزم حكومة بونتلاند إطلاق المزيد من مشاريع التنمية المماثلة في لاسقوري.

### البحرية التجارية
الصومال لديها شركة تجارة بحرية واحدة، تأسست في عام 2008، و تعتمد على الشحن.

## السكك الحديدية
يضم النقل بالسكك الحديدية في الصومال كلا من سكة حديد مقديشو - فيلابروزي السابقة، والتي كانت تمتد من مقديشو إلى جوهر (كانت تسمى سابقا فيلاجيو دوكا ديجلي أبروتسي). ووصل طول سكة الحديد هذه إلى 114 كم في المجموع: وبنتها السلطات الاستعمارية في أرض الصومال الإيطالية في عام 1910. كان اتساع المسار يصل إلى 950 mm (3 ft 13⁄8 in)
تم تفكيك السكة الحديدية في الأربعينيات من قبل الاستعمار البريطاني خلال احتلالهم العسكري للمنطقة، وأطلقت الحكومة في أواخر السبعينيات خطة لإصلاح خط السكة الحديدية.